# Sam Mendes
Samuel Alexander „Sam“ Mendes, CBE (* 1. srpna 1965 Reading) je anglický divadelní a filmový režisér, držitel Oscara za nejlepší režii, kterého získal v rámci filmového debutu Americká krása (1999) a znám z jevištních zpracování muzikálů Kabaret (1994), Oliver! (1994), Firma (1996) a Gypsy (2003). Stal se také režisérem bondovek Skyfall (2012) a Spectre (2015). Za film 1917 (2019) získal cenu BAFTA a Zlatý glóbus.

## Osobní život
Narodil se roku 1965 v Readingu – městě berkshireského hrabství, jako jediný potomek autorky dětské literatury Valerie Heleneové (rozené Barnettové) a univerzitního profesora Jamesona Petera Mendese. Otcovy kořeny sahají do portugalského etnika žijícího na karibském ostrově Trinidad a Tobago a matka je anglická židovka. Děd Alfred Mendes byl trinidadský spisovatel.
Rodiče se rozvedli v jeho dětství. Vyrůstal v Oxfordshire a navštěvoval oxfordskou Magdalen College School a poté nastoupil na Peterhouse, nejstarší kolej Univerzity v Cambridgi, na níž absolvoval angličtinu s nejvyšším oceněním „First-class honours“. Na univerzitě byl členem spolku Marlowe Society a režíroval zde několik divadelních her, včetně kritikou oceněného nastudování Cyrana z Bergeracu s Tomem Hollanderem a Nickem Cleggem.
V roce 1990 začal režírovat v Královské Shakespearově společnosti.

## Soukromý život
24. května 2003 se oženil na jednom ze Závětrných ostrovů Anguille s britskou herečkou Kate Winsletovou. Poprvé se setkali o dva roky dříve, když jí nabídl roli v představení divadla Donmar Warehouse Theater, v němž pracoval jako umělecký režisér. Jejich syn Joe Alfie Winslet Mendes se narodil 22. prosince 2003. Odloučení manželů bylo oznámeno 15. března 2010 a následně proběhl rozvod.
V listopadu 2011 režisérův mluvčí potvrdil, že již „nějakou dobu“ udržuje vztah s herečkou Rebeccou Hallovou. V lednu roku 2017 se oženil s Alison Balsom. Jejich dcera se narodila v září roku 2017.
V roce 2000 obdržel Řád britského impéria.

## Filmografie
| Rok    | Film                                | Uveden v titulcích jako | Uveden v titulcích jako | Uveden v titulcích jako | Uveden v titulcích jako | Oscar (nominace) | Oscar (výhra) | BAFTA (nominace) | BAFTA (výhra) | Zlatý glóbus (nominace) | Zlatý glóbus (výhra) |
| Rok    | Film                                | režisér                 | producent               | výkonný producent       | scenárista              | Oscar (nominace) | Oscar (výhra) | BAFTA (nominace) | BAFTA (výhra) | Zlatý glóbus (nominace) | Zlatý glóbus (výhra) |
| ------ | ----------------------------------- | ----------------------- | ----------------------- | ----------------------- | ----------------------- | ---------------- | ------------- | ---------------- | ------------- | ----------------------- | -------------------- |
| 1999   | Americká krása                      | Ano                     |                         |                         |                         | 8                | 5             | 14               | 6             | 6                       | 3                    |
| 2002   | Road to Perdition                   | Ano                     | Ano                     |                         |                         | 6                | 1             | 3                | 2             | 1                       |                      |
| 2005   | Mariňák                             | Ano                     |                         |                         |                         |                  |               |                  |               |                         |                      |
| 2006   | Zahřívací kolo                      |                         |                         | Ano                     |                         |                  |               |                  |               |                         |                      |
| 2007   | Spálené vzpomínky                   |                         | Ano                     |                         |                         |                  |               |                  |               |                         |                      |
| 2008   | Nouzový východ                      | Ano                     | Ano                     |                         |                         | 3                |               | 4                |               | 4                       | 1                    |
| 2009   | Všude dobře, proč být doma          | Ano                     |                         |                         |                         |                  |               |                  |               |                         |                      |
| 2012   | Call the Midwife                    |                         | Ano                     |                         |                         |                  |               |                  |               |                         |                      |
| 2012   | Richard II.                         |                         | Ano                     |                         |                         |                  |               |                  |               |                         |                      |
| 2012   | Henry IV, Part I                    |                         | Ano                     |                         |                         |                  |               |                  |               |                         |                      |
| 2012   | Henry IV, Part I and Part II        |                         | Ano                     |                         |                         |                  |               |                  |               |                         |                      |
| 2012   | Henry V.                            |                         | Ano                     |                         |                         |                  |               |                  |               |                         |                      |
| 2012   | Blood                               |                         |                         | Ano                     |                         |                  |               |                  |               |                         |                      |
| 2012   | Skyfall                             | Ano                     |                         |                         |                         | 5                | 2             | 8                | 2             | 1                       | 1                    |
| 2014   | Penny Dreadful                      |                         |                         | Ano                     |                         |                  |               |                  |               |                         |                      |
| 2015   | Spectre                             | Ano                     |                         |                         |                         | 1                | 1             |                  |               | 1                       | 1                    |
| 2016   | The Hollow Crown: Richard III       |                         | Ano                     |                         |                         |                  |               |                  |               |                         |                      |
| 2016   | The Hollow Crown: Henry VI, Part I  |                         | Ano                     |                         |                         |                  |               |                  |               |                         |                      |
| 2016   | The Hollow Crown: Henry VI, Part II |                         | Ano                     |                         |                         |                  |               |                  |               |                         |                      |
| 2017   | Britannia                           |                         | Ano                     |                         |                         |                  |               |                  |               |                         |                      |
| 2018   | Informer                            |                         | Ano                     |                         |                         |                  |               |                  |               |                         |                      |
| 2019   | 1917                                | Ano                     |                         | Ano                     | Ano                     | 10               | 3             | 9                | 7             | 3                       | 2                    |
| Celkem | 16                                  | 8                       | 13                      | 4                       | 1                       | 33               | 12            | 38               | 17            | 16                      | 8                    |

## Ocenění
| Rok  | Cena                                                | Film /divadelní hra             | Výsledek          |
| ---- | --------------------------------------------------- | ------------------------------- | ----------------- |
| 1989 | Cena spolku divadelních kritiků za největší příslib | Višňový sad                     | vítězství         |
| 1995 | Cena spolku divadelních kritiků za nejlepší režii   | The Glass Menagerie             | vítězství         |
| 1995 | Cena Laurence Oliviera pro nejlepšího režiséra      | The Glass Menagerie             | vítězství         |
| 1996 | Cena Laurence Oliviera pro nejlepšího režiséra      | Firma                           | vítězství         |
| 1998 | Tony Award pronejlepšího muzikálového režiséra      | Kabaret                         | nominace          |
| 1999 | Oscar za nejlepší režii                             | Americká krása                  | vítězství         |
| 1999 | Zlatý glóbus za nejlepší režii                      | Americká krása                  | vítězství         |
| 2000 | Cena BAFTA za nejlepší režii                        | Americká krása                  | nominace          |
| 2002 | Cena spolku divadelních kritiků za nejlepší režii   | Strýček Váňa a Večer tříkrálový | vítězství         |
| 2003 | Cena Laurence Oliviera pro nejlepšího režiséra      | Strýček Váňa a Večer tříkrálový | vítězství         |
| 2003 | Zvláštní cena spolku londýnského divadla            |                                 | vítězství         |
| 2008 | Zlatý glóbus za nejlepší režii                      | Nouzový východ                  | nominace          |
| 2013 | Cena BAFTA za nejlepší dramatický pořad             | The Hollow Crown                | nominace          |
| 2013 | Cena BAFTA za nejlepší britský film                 | Skyfall                         | nominace          |
| 2017 | Cena BAFTA za nejlepší minisérii                    | The Hollow Crown                | nominace          |
| 2019 | Cena Tony za nejlepší režii divadelní hry           | The Ferryman                    | vítězství         |
| 2020 | Cena BAFTA za nejlepší film                         | 1917                            | vítězství         |
| 2020 | Cena BAFTA za nejlepší režii                        | 1917                            | vítězství         |
| 2020 | Cena BAFTA za nejlepší britský film                 | 1917                            | vítězství         |
| 2020 | Oscar v kategorii nejlepší film                     | 1917                            | dosud nevyhlášeno |
| 2020 | Oscar v kategorii nejlepší režii                    | 1917                            | dosud nevyhlášeno |
| 2020 | Oscar v kategorii nejlepší původní scénář           | 1917                            | dosud nevyhlášeno |
| 2020 | Zlatý glóbus za nejlepší režii                      | 1917                            | vítězství         |
| 2020 | Zlatý glóbus za nejlepší film (drama)               | 1917                            | vítězství         |